# Famille Fornier de Clausonne
Pour les articles homonymes, voir Familles Fornier et Fornier.
La famille Fornier de Clausonne est une famille éteinte de la noblesse française. Elle était de confession protestante. Elle a compté parmi ses membres principalement des négociants, des magistrats, un conseiller d'État, deux généraux.

## Histoire
La famille appartient à l'aristocratie protestante de Nîmes, en Languedoc. Le premier membre connu semble originaire du Vivarais.
Elle a été anoblie en 1774 par le roi Louis XV.
Après le mariage de Mathilde de Clausonne avec Jacques Seydoux, en 1902, la famille des Fornier de Clausonne s'éteint dans la famille Seydoux. Durant les années 1930, François, Georgette, René et Roger Seydoux, leurs enfants, seront autorisés à relever le nom de « Fornier de Clausonne » (dès lors accolé à celui de « Seydoux »).[réf. nécessaire]

## Filiation

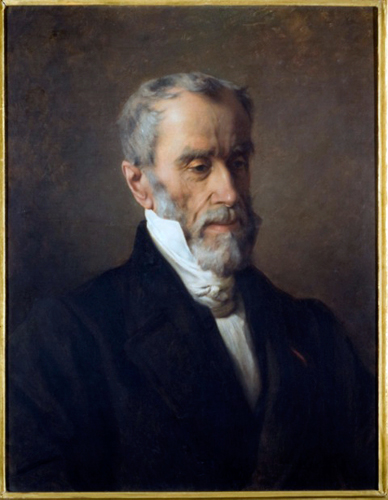
Gustave Fornier de Clausonne (1797-1873)

- Barthélémy Fornier (1735-1788), baron de Lédenon, négociant, membre de l'Académie de Nîmes, marié avec Suzanne André (1738-1812), et eut :
  - Auguste Fornier de Clausonne (1760-1826), baron de Lédenon, magistrat, marié avec Pauline Verdier-Allut (1774-1852), fille de Suzanne Verdier et nièce maternelle d'Antoine Allut, et eut :
    - Gustave de Clausonne, baron de Lédenon (1797-1873), président de chambre à la Cour d'appel de Nîmes en 1847, marié avec Florestine Girard (1803-1834), et eut :
      - Émile de Clausonne, baron de Lédenon (1827-1902), avocat, président de la Société protestante de prévoyance et de secours mutuels, marié avec Louise de Lafarelle-Lebourguil (1831-1925), et eut :
        - François Fornier de Clausonne (1850-1933), dernier baron de Lédenon[2], haut fonctionnaire, conseiller d'État, marié avec sa cousine Florestine Silhol (1855-1953), fille d'Alfred Silhol et de Mathilde Fornier de Clausonne, et eut :
          - Mathilde Fornier de Clausonne (1880-1971), épouse en 1902 Jacques Seydoux, dont postérité

        - Alfred Fornier de Clausonne (1864-1903), ingénieur des mines

      - Élise Fornier de Clausonne, marié avec Henri de Rouville
      - Mathilde Fornier de Clausonne (1834-1919), mariée avec Alfred Silhol.

    - Horace Fornier de Clausonne (1798-1830), avocat, marié avec Marie Suzanne Laure Donzel, et eut :
      - Paulin Fornier de Clausonne (1830-1892), magistrat

  - Dominique Fornier de Valaurie (1763-1811), général de brigade, maire de Nîmes
  - Gaspard Fornier d'Albe (1769-1834), général de brigade, baron de l’Empire, commandeur de l'ordre national de la Légion d'honneur, chevalier de l'ordre de Saint-Louis

## Pour approfondir